# Aanslag op Camp Chapman op 30 december 2009
De aanslag op Camp Chapman (voluit: Forward Operating Base Chapman) vond plaats op 30 december 2009. Bij deze door de Taliban gepleegde aanval verloren negen mensen, onder wie zeven CIA-agenten, het leven. De basis ligt dicht bij de stad Chost, in het oosten van Afghanistan.

## Verloop
De zelfmoordenaar arriveerde op 30 december 2009 op de Amerikaanse basis. Hij was daar al vaker geweest en werd daarom als betrouwbaar gezien. Daarom controleerde de beveiliging hem niet direct bij de hoofdpoort. Pas op het moment dat hij verderop gecontroleerd zou worden bracht hij zijn explosieven tot ontploffing. Onder diegenen die het leven verloren waren zeven personen die voor de CIA werkten of daar nauw mee samenwerkten. Verder kwamen een Afghaanse beveiligingsmedewerker en een Jordaanse veiligheidsagent om. Verschillende anderen raakten gewond. Voor de CIA betekende de aanslag het grootste aantal doden op één dag sinds de aanslag op de Amerikaanse ambassade in Beiroet in 1983.
De aanslagpleger was Human Khalil Abu-Mulal al-Balawi, een 32-jarige Jordaanse dokter met sympathie voor Al Qaida. Hij had in het verleden regelmatig zijn steun uitgesproken voor gewelddadige islamitische aanslagen en was de beheerder van al-Hesbah, een militante islamitische website. Meer dan een jaar eerder was hij aangehouden door de Jordaanse veiligheidsdienst die hem dreigde op te sluiten en zijn bevoegdheid om als arts zijn beroep uit te oefenen in te trekken. Hem werd beloofd dat hij geen strafblad zou krijgen en zijn familie verder met rust zou worden gelaten als hij naar Pakistan zou reizen om daar te infiltreren in verschillende radicale groepen. Al-Balawi wilde al langer naar Pakistan, maar dat was lastig omdat hij continu in de gaten werd gehouden. De CIA nam het contact in Pakistan over en regelde regelmatige ontmoetingen met de informant.
Bij aankomst op de basis fouilleerden de Amerikanen Al-Bawadi niet direct, omdat hij zijn waarde al had bewezen. De CIA zag de Jordaniër als iemand die makkelijk zou kunnen infiltreren in de rangen van de hoogste Al Qaida-leiders. De aanwezigheid van het grote aantal CIA-agenten zou er ook op wijzen dat hij belangrijke informatie te delen had.
Na de aanslag was er onduidelijkheid over de groep erachter. Verschillende groepen eisten in eerste instantie de aanslag namelijk op. Ook werd er een video gepubliceerd waarin de zelfmoordenaar aan het woord kwam en liet weten dat de aanval een vergelding was voor de dood van Naitullah Mehsud, een Pakistaanse Talibanleider die in augustus van dat jaar gedood was door een Amerikaanse drone.

## Nasleep
Aanvankelijk kwam in het nieuws dat iemand in een Afghaans soldatenuniform in de fitnesszaal een aanslag had gepleegd. Die informatie bleek later niet correct.
Jordanië probeerde elke betrokkenheid bij de werving van de zelfmoordenaar naar de achtergrond toe te schuiven. Niet alleen omdat het op een debacle was uitgelopen, maar ook omdat er in eigen land veel weerstand is tegen de samenwerking met de CIA.
In de film Zero Dark Thirty (2012) over de jacht op Osama bin Laden wekten de makers de suggestie dat Al-Balawi belangrijke informatie zou hebben over de locatie van de terroristenleider. De precieze inhoud van de informatie die de informant doorgaf aan de CIA is echter nooit bekendgemaakt.